# Willy Schagen
Willy Schagen (* 14. November 1925 in Amsterdam; † 24. Mai 2012) war ein holländischer Boxer und Meister im Halbschwergewicht (Profis).
Er wuchs in Amsterdam auf und boxte zunächst als Amateur. Dabei verlor er nur 16 von 100 Kämpfen. Am 15. Januar 1949 gab er in Amsterdam sein Profidebüt, das er gegen seinen Landsmann Graafland durch K. o. in der 4. Runde gewann. Nach 22 Profikämpfen erhielt er die Chance, am 26. Juli 1952 in Berlin gegen den deutschen Meister Conny Rux um den vakanten Europameisterschafts-Titel im Halbschwergewicht zu boxen. Er verlor diesen Kampf durch K. o. in der 12. Runde.
Die holländische Meisterschaft hatte Schagen am 23. März 1950 durch einen Punktsieg über Pierre Doorenbosch gewonnen. Am 18. Februar 1953 verlor er diesen Titel an Wim Snoek, gewann ihn aber am 6. November 1956 gegen Pedro Klyssens wieder. Leen Jansen nahm ihm dann diesen Titel am 17. November 1958 endgültig ab. Willy Schagen bestritt am 6. Oktober 1960 seinen letzten Kampf.